# جوزيف تايلور (لاعب كرة قدم)
جوزيف تايلور (بالإنجليزية: Joseph Taylor)‏ هو لاعب كرة قدم بريطاني (وحمل سابقاً جنسية المملكة المتحدة لبريطانيا العظمى وأيرلندا) في مركز الظهير، ولد في 27 مارس 1851 في المملكة المتحدة، وتوفي في 5 أكتوبر 1888 في غلاسكو في المملكة المتحدة. شارك مع منتخب اسكتلندا لكرة القدم. أما مع النوادي، فقد لعب مع نادي كوينز بارك.

## وصلات خارجية
- جوزيف تايلور على موقع الاتحاد الإسكتلندي (الإنجليزية)
- جوزيف تايلور على موقع قاعدة بيانات كرة القدم.إي يو (الإنجليزية)
- جوزيف تايلور على موقع ناشيونال فوتبول تيمز (الإنجليزية)
- جوزيف تايلور على موقع عالم كرة القدم.نت (الإنجليزية)